# مارتن كلاين (مصارع رياضي)
مارتن كلاين (بالإستونية: Martin Klein)‏ هو مصارع رياضي إستوني، ولد في 12 سبتمبر 1884 في Tarvastu Parish ‏ في إستونيا، وتوفي بنفس المكان في 11 فبراير 1947.

## وصلات خارجية
- مارتن كلاين على موقع قاعدة بيانات المصارعة الدولية (الإنجليزية)
- مارتن كلاين على موقع اللجنة الأولمبية الدولية (الإنجليزية)
- مارتن كلاين على موقع أوليمبيديا (الإنجليزية)